# Euskirchen
Euskirchen är en stad i den tyska delstaten Nordrhein-Westfalen. Den ligger omkring 25 kilometer väster om Bonn och 30 kilometer sydväst om Köln, och är en del av storstadsområdet Rheinschiene. Staden har cirka 60 000 invånare.

## Källor

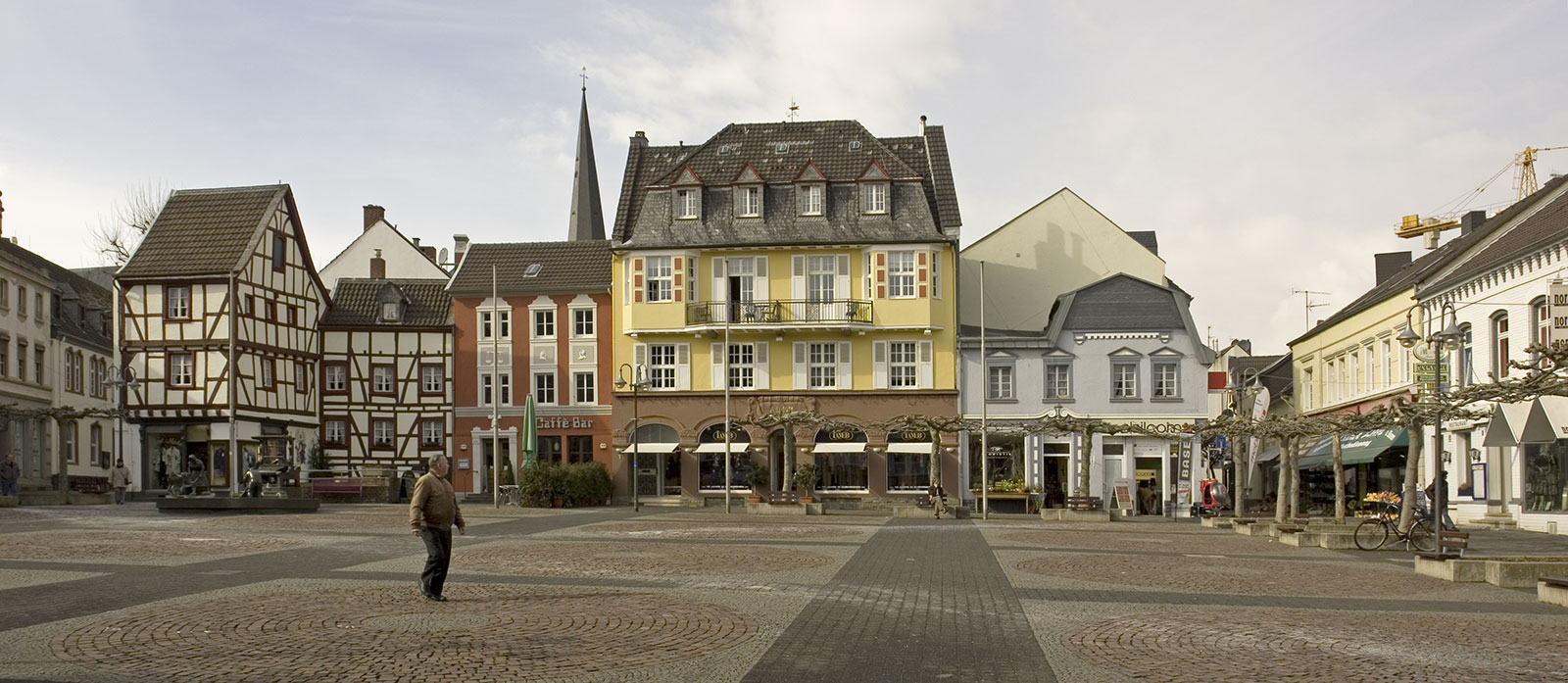
Gamla marknadsplatsen i Euskirchen